# اهلالية العجب (الدوادمي)
 دمج مع هلالية العجب (الدوادمي)
أهلالية العجب قرية سعودية تقع في محافظة الدوادمي بمنطقة الرياض، وسط المملكة العربية السعودية. تُعد من القرى التابعة إداريًا لمحافظة الدوادمي ، .

## التأسيس
تأسست القرية على يد الشيخ حمود بن جدعان الحبيل، أحد وجهاء ذوي جدعان من الحبلة[بحاجة لمصدر]، وهو الفخذ الذي استوطن المنطقة وأسهم في إعمارها واستقرار سكانها[بحاجة لمصدر].

## السكان
يسكن القرية أبناء ذوي جدعان من الحبلة[بحاجة لمصدر]، وهم فرع من الحماميد من طلحة من روق من عتيبة. ويعمل معظم السكان في الزراعة وتربية الماشية، إلى جانب الوظائف الحكومية والخاصة في محافظة الدوادمي.

## الموقع
تقع أهلالية العجب غرب محافظة الدوادمي، وتتصل بعدد من القرى والمراكز الريفية عبر طرق ترابية ومعبدة. وتتميز القرية بموقعها الزراعي، وتحيط بها أراضٍ رعوية تستفيد منها أنشطة السكان الاقتصادية.

## الخدمات
تتوفر في القرية الخدمات الأساسية كالكهرباء والمياه، بالإضافة إلى طرق تخدم التنقل اليومي للسكان، وتعتمد إداريًا على بلديات ومراكز محافظة الدوادمي.